# Парк-де-Спорт (Ансі)
«Парк де Спорт» (фр. Parc des Sports) — багатофункціональний стадіон в Ансі, Франція, домашня арена ФК «Евіан».
Стадіон побудований протягом 1958—1964 років та відкритий у 1964 році. Є центральним об'єктом однойменного спортивного комплексу, до якого також входять спортивні зали для тренувань та змагань із боксу, дзюдо, боротьби, бодібілдингу,  гандболу, тенісний корт. У 2010 році завершено перший етап реконструкції арени, в результаті чого вона приведена до сучасних вимог Ліги 1 та УЄФА. 2011 року розширена до 15 660 місць. Завершення останнього етапу реконструкції планується на кінець 2018 року. Під час робіт з реконструкції стадіон експлуатується у звичайному режимі.